# جورج فارمر بورغس
جورج فارمر بورغس (بالإنجليزية: George Farmer Burgess)‏ هو محامي وسياسي أمريكي، ولد في 21 سبتمبر 1861 في الولايات المتحدة، وتوفي في 31 ديسمبر 1919 في نفس البلد. حزبياً، نشط في الحزب الديمقراطي. وقد انتخب عضو مجلس النواب الأمريكي.